# Varfolomeï Zaïtsev
Pour les articles homonymes, voir Zaïtsev.
Varfolomeï Alexandrovitch Zaïtsev (en russe : Варфоломей Александрович Зайцев), né le 30 août 1842 (11 septembre dans le calendrier grégorien) à Kostroma et mort le 20 janvier 1882 à Clarens est un journaliste et critique russe, appartenant à la mouvance connue sous le nom de « matérialisme vulgaire », disciple de Tchernychevski.
Du point de vue littéraire, il est hostile à Lermontov et Pouchkine auquel il oppose Nikolaï Nekrassov. En politique, il est radical comme Mikhaïl Bakounine. Avec Nikolaï Mikhaïlovski et Grigori Blagosvetlov, c'est un des partisans de la lutte populaire pour le réalisme populaire et le démocratisme politique[pas clair].
Il collabore à la revue Rousskoe slovo.